# Jaume Oliveras i Brossa
Jaume Oliveras i Brossa (la Garriga, 13 de gener de 1877 - Barcelona, 6 de setembre del 1957) fou un capellà, missioner i excursionista, gran precursor de la marxa no competitiva de muntanya a Catalunya.
Va rebre l'ordenació sacerdotal el 1903 i un any després –concretament el 5 d'agost de 1904– va dur a terme una marxa a peu entre el Montseny i Montserrat en menys de 24 hores i en companyia d'un altre capellà amic seu, Antoni Arenas. L'any 1917 passà a exercir durant molts anys el seu ministeri a Veneçuela, a les missions de la Guaiana veneçolana, fins que va tornar l'any 1925 a Catalunya.
El 1931 va esdevenir el primer rector de la nova parròquia gracienca de Santa Teresa del Nen Jesús a la Via Augusta de Barcelona, dedicada a Santa Teresa de Lisieux i la construcció de la qual va emprendre per encàrrec del bisbe Irurita. La primera pedra es va col·locar el dia 3 d'octubre de 1932, i va inaugurar i beneir el 3 d'octubre de 1944, passada la guerra.
Mossèn Oliveras hagué de sortir de Catalunya el juliol del 1936, en esclatar la Guerra Civil Espanyola i veure assaltat el seu domicili. Amb l'ajuda de Ventura Gassol va haver de fugir a França en vaixell i va tornar el 17 de setembre a Espanya per incorporar-se com a capellà al Terç de Requetès de la Mare de Déu de Montserrat. A punt d'acabar la guerra, entrà a Barcelona la nit del 3 de febrer del 1939 i de seguida reprengué les obres de la nova parròquia, al servei de la qual restaria la resta de la seva vida.
Oliveras fou dels primers a assolir Els Encantats, el 1910. El 15 de setembre de 1962, dos socis del Club Excursionista de Gràcia, Carles Albesa Riba i Jordi Ribot, repetiren l'experiència de mossèn Oliveras el 1904 i, a partir de l'any 1972, l'entitat excursionista gracienca organitza la travessa Matagalls-Montserrat, una prova no competitiva de resistència per muntanya molt popular i d'alta participació. Estretament vinculat al Centre Excursionista de Catalunya, Oliveras es feu soci del Club Excursionista de Gràcia quan va arribar a l'esmentada parròquia, de la qual seria rector fins al moment de la seva mort.